# سيرمت

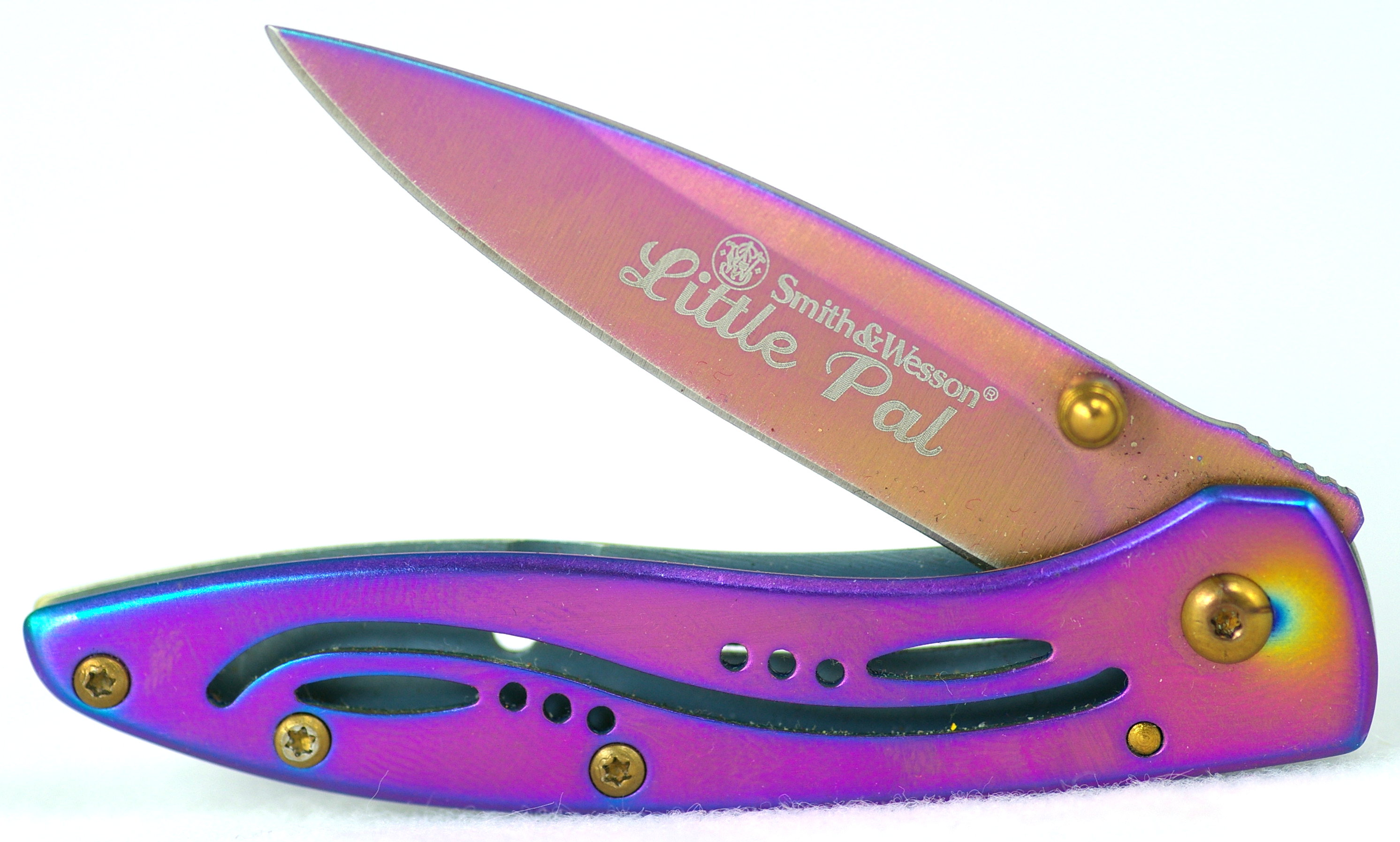

السيرمت في هندسة المواد (بالإنجليزية: cermet) هي مادة مركبة تتكون من السيراميك ومعادن، وهي اختصار للكلمتين الإنجليزيتين (ceramic (cer و(metal (met.
يصمم السيرمت للحصول على خواص مميزة للسيراميك مثل المقاومة الحرارية العالية والصلابة، وخصائص تالمعادن مثل قدرة احتمالها الانحناء والالتواء. ويستخدم المعدن كمادة رابطة لأكسيد أو كربيد أو ألمونيا. وتكون المعادن المستخدمة في العادة النيكل الموليبدنوم والكوبلت. كما يمكن أن يكون السيرمت مركب معدني هيكلي بحسب بنية المادة، إلا أن السيرميت يتكون من 20 % من المعدن على الأكثر.
تؤدي الاختلاف في كثافة الأجزاء السيراميكية والمعدنية في العادة إلى انفصال الترابط بينهما مما يلزم إضافة مواد إضافية للحصول على التماسك المطلوب. وتسير عملية التصليد مثلما في حالة المساحيق، إلا أن تحت نفس قوة كبس المسحوق يتماسك المعدن أكثر من تماسك السيراميك.
وتتميز السيرمت بالمقارنة بالمعادن المتصلدة بمقاومة أعلى ضد الصدأ ومقاومة أخلى للصدمات الحرارية. وتدخل السيراميك من نوع أكسيد الألمنيوم Al2O3) وثاني أكسيد الزركونيوم (ZrO2) في تكوين السيرمت وأما الجزء المعدني فيكون في العادة الموليبدنوم والنيوبيوم والتيتانيوم والكوبلت وزركونيوم والكروم وبعض المعادن الأخرى.

## استخداماتها
تستخدم التركيبات العديدة من السيرمت كموصلات للكهرباء أو كطبقة مقاومة للكهرباء في الدوائر الإلكترونية أو كمقاومة متغيرة. كما تستخدم كأنابيب لحفط الترمومترات في هندسة صهر المعادن، وفي عمليات التصنيع الآلي.
تستخدم السيرميت كثيرا في صناعة أدوات القطع والمنشارات وهذه تعتمد في تكوينها على كربيد التيتانيونم وكربيد التانتاليوم التي تستخدم في تبطين النيوبيوم أو الموليبدنوم أو الكوبلت. وتتميز السيرمت كأدوات قاطعة بصلابتها في درجات الحرارة العالية والتي تتصف بها بفضل وجود كربيد التيتانيوم وكربيد التانتاليوم TiC/TaC في تركيبها، وتتحمل درجة حرارة تصل حتى 1800 درجة مئوية.

## اقرأ أيضا
- مركب معدني هيكلي
- مادة مركبة
- مزدوج معدني
- لحام فيض الإلكترونات
- لحام بالأشعة السينية